# L'Arc-en-ciel
L'arc-en-ciel é um curta-metragem (20 minutos) português de 2009, realizado por David Bonneville.
É uma coprodução da Fundação Calouste Gulbenkian / David & Golias / RTP2. 

## Elenco
- Sofia Ferrão
- Carloto Cotta
- Nuno Casanovas
- Jaime Freitas
- Takuya Oshima
- Ana Moreira

## Prémios
Prémio de Melhor Actriz para Sofia Ferrão no Festival Internacional de Cinema em Língua Portuguesa MOSTRALÍNGUA 09
Menção Honrosa no 38º Festival of Nations, em Ebensee na Áustria
FANTASPORTO Festival Internacional do Porto (Panorama do Cinema Português)
Portobello London Film Festival (nomeado)
MILAN ICF International Film Festival (nomeado)